# White Darkness
White Darkness är det svenska progressiva metal-bandet Nightingales sjunde studioalbum, utgivet 2007 av skivbolaget Black Mark Production. De kinesiska bokstäverna på album-coveret ("永不放弃") betyder "ge aldrig upp".

## Låtlista
1. "The Fields of Life" – 4:21
2. "Trial and Error" – 4:53
3. "One Way Ticket" – 4:59
4. "Reasons" – 4:16
5. "Wounded Soul" – 3:38
6. "Hideaway" – 5:21
7. "To My Inspiration" – 3:58
8. "White Darkness" – 5:15
9. "Belief" – 3:53
10. "Trust" – 5:02

Text: Dan Swanö (spår 1, 3, 5, 7–9), Erik Oskarsson (spår 2, 4, 10), Tom Björn (spår 6)
Musik: Dag Swanö (spår 1–5, 7–10), Dan Swanö (spår 3, 5, 8), Tom Björn (spår 6)

## Medverkande
Musiker (Nightingale-medlemmar)
- Dan Swanö – sång, gitarr, keyboard
- Dag Swanö – gitarr, keyboard, sång
- Erik Oskarsson – basgitarr, bakgrundssång
- Tom Björn – trummor, keyboard (spår 6)

Bidragande musiker
- Thomas Lassar – synthesizer (spår 8), hammondorgel (spår 9)

Produktion
- Dan Swanö – ljudtekniker, ljudmix, mastering
- Erik Ohlsson – omslagsdesign, omslagskonst, foto